# San Luis de la Paz
San Luis de la Paz là một đô thị thuộc bang Guanajuato, México. Năm 2005, dân số của đô thị này là 101370 người.